# Berenice Abbott
Berenice Abbott (Springfield, Ohio, 17 de julio de 1898-Monson, Maine, 9 de diciembre de 1991) fue una fotógrafa estadounidense de género documental, parte del movimiento de fotografía directa.Es conocida por sus retratos de intelectuales, artistas y mecenas, con gran presencia de mujeres, en el París de los años 20y fotografías de personalidades de la cultura y de arquitectura y vida urbana de la ciudad de Nueva York en la década de 1930.

## Biografía
Hija de padres divorciados y criada en exclusiva por su madre, estudió un año en la Universidad Estatal de Ohio. A los 18 años se mudó al barrio de Greenwich Village, Nueva York, donde conoció e hizo amistad con Djuna Barnes, Kenneth Burke, Thelma Wood, Elsa von Freytag-Loringhoven, Edna St. Vincent Millay, Margaret Caroline Anderson y Jane Heap (ambas editoras de la revista Litlle Review). También conoció a Marcel Duchamp y participó en diversas publicaciones dadaístas. Entre 1919 y 1921, para mantenerse económicamente mientras estudiaba escultura, Abbott trabajó como modelo de artistas; posó para los fotógrafos Nikolas Muray y Man Ray.
En 1921 dejó su tierra natal para ir a vivir a París y Berlín, donde continuó sus estudios de escultura y siguió trabajando como modelo. Entre 1923 y 1926 fue asistente de Man Ray (quien también se había mudado de EE. UU.), y alentada por él, comenzó a incursionar en la fotografía.

## Obra
En 1925 Abbott abrió su propio estudio de fotografía; hacía retratos de artistas, escritores y coleccionistas, tanto franceses como expatriados. Hizo su primera exhibición personal en una galería de París en 1926, la cual lanzó su carrera.

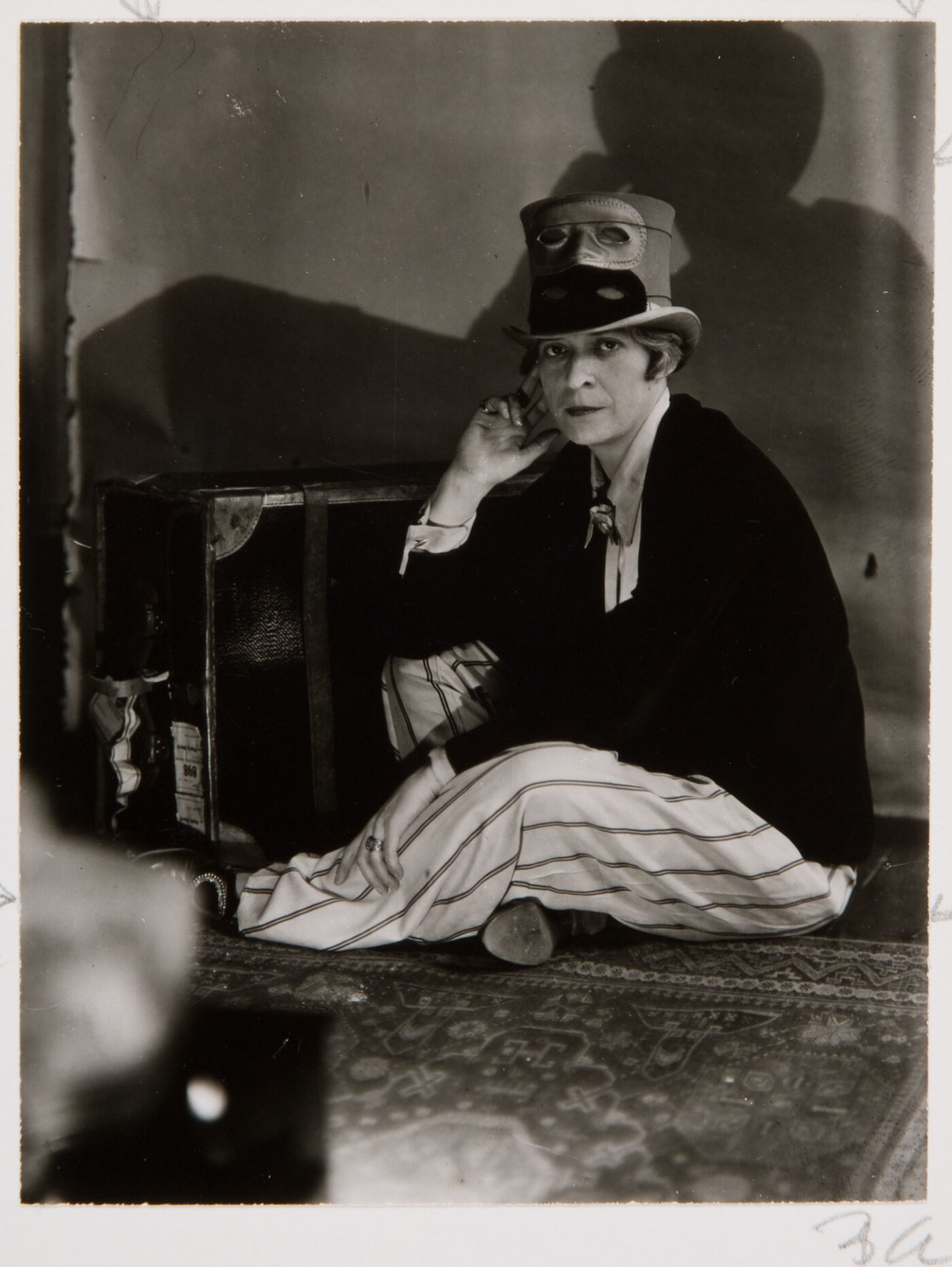
Retrato de Janet Flanner, c. 1925

Al conocer la obra de Eugène Atget, quedó fascinada por lo que llamaba su "realismo sin adorno". Lo retrató en 1927, poco antes de que falleciera. El gobierno francés adquirió gran parte del archivo de Atget (en 1920 él había vendido 2621 negativos y su amigo André Calmettes vendió 2000 más luego de su muerte), pero Abbott pudo comprar otra parte en 1928. A partir de allí, comenzó a trabajar en la promoción de su obra. Uno de los resultados de ese esfuerzo fue el libro de 1930 Atget, fotógrafo de París, del cual fue editora de fotografía. Le siguieron, más adelante, los libros Visión de París (1963) y El mundo de Atget (1964). Estas publicaciones, además de los ensayos que escribió, ayudaron a que el fotógrafo francés adquiriera reconocimiento internacional.
Influenciada por Atget, en 1929 Abbott quiso emular la escala de su trabajo pero en la ciudad de Nueva York. Instalada de vuelta en esa ciudad, durante los años 1930 fotografió sus barrios, cultura urbana diaria y arquitectura en vías de transformación, antes de que fueran desapareciendo debajo de nuevas construcciones y de la remodelación que estaba ocurriendo en la ciudad. Abbott trabajó en forma independiente por seis años, sin poder encontrar apoyo económico de parte de ninguna organización. Se mantenía dando clases de fotografía en la Nueva Escuela, donde trabajó entre 1934 y 1958. Luego propuso ese trabajo en el Proyecto Artístico Federal (Federal Art Project o FAP, en inglés), un programa del gobierno en tiempos de la Gran Depresión destinado a artistas y trabajadores desempleados que se desempeñaran en las áreas de publicidad, diseño gráfico, ilustración, fotografía y edición. Así, se convirtió en supervisora del proyecto y pudo contar con la colaboración de asistentes para continuar con el trabajo monumental que había emprendido, el cual anteriormente varias organizaciones habían rechazado para financiar. El resultado fue el libro Changing New York en 1939, una recopilación de sus fotografías. Mientras duró el proyecto, se hicieron exhibiciones de las fotografías de Abbott en Nueva York y otras ciudades, y cuando finalizó, el FAP distribuyó paquetes con 302 imágenes seleccionadas a escuelas, bibliotecas y otras instituciones públicas.
Existe una faceta inventora de Berenice Abbott, ya que desarrolló un proceso de iluminación especial que llamó "fotografía con imágenes proyectadas" e inventó y patentó equipamiento fotográfico. Gracias a esos avances, pudo colaborar en un proyecto de fotografías científicas entre 1958 y 1960 a pedido del MIT, con el objetivo de hacer un libro escolar para mejorar la enseñanza de física en las escuelas. En 2012 parte de ese trabajo se expuso en el museo del MIT en Massachusetts. Otro proyecto de documentación que realizó fue fotografiar la ruta nacional 1, junto con los pueblos chicos y la cultura del automóvil que se desarrollaba alrededor.
En 1935 Berenice se trasladó a un loft en el Greenwich Village con la crítica de arte Elizabeth McCausland, su compañera sentimental, con quien vivió hasta la muerte de esta en 1965. Ella fue un gran apoyo en su carrera: escribió artículos en diversas publicaciones sobre la obra de Abbott e incluso pensó el título para su libro de 1939. En 1968, Abbott vendió el archivo Atget al Museo de Arte Moderno de Nueva York, y se mudó de forma permanente a una casa en Maine, EE. UU., donde residió hasta su muerte, en 1991. Su último libro de fotografías fue A Portrait of Maine (1968).
Su obra, con el tema de la Arquitectura, ha sido comentada y reseñada junto a la obra de Eugène Atget y Amanda Bouchenoire, desde las perspectivas historicistas y considerando sus alcances estéticos: "(...) los tres autores coinciden en la búsqueda y la exaltación de la belleza intrínseca en sus objetivos, independientemente de la cualidad y la claridad de sus referentes.”(Saltz, 2020, p. 42)

## Reconocimiento
En 1970 tuvo lugar la primera gran retrospectiva de su obra en el Museo de Arte Moderno de Nueva York, y su primer portfolio de obra fotográfica retrospectiva se publicó en 1976. En 1982 recibió el premio Women's Caucus for Art Lifetime Achievement Award, en 1989 el Premio a la Trayectoria del Centro Internacional de Fotografía y en 1991 ingresó al Ohio's Women Hall of Fame.

## Exposiciones

### Personales
- Weyhe Gallery, NY, 1930.
- Photographs by Berenice Abbott, Julien Levy Gallery, NY, 1932.
- New York Photographs by Berenice Abbott, Museum of the City of New York, NY, 1934-1935.
- New York Photographs by Berenice Abbott, Museum of Fine Arts, Springfield, MA, 1935.
- New York Photographs by Berenice Abbott, Jerome Stavola Gallery, Hartford, CT, 1935.
- New York Photographs by Berenice Abbott, Fine Arts Guild, Cambridge, MA,1935.
- Changing New York, Washington Circuit, Federal Art Project, 1936.
- Changing New York, Museum of the City of New York, NY, 1937-1938.
- Changing New York, Teachers College Library, NY, 1937.
- Hudson D. Walker Gallery, NY, 1938.
- Changing New York, New York State Museum, Albany, NY, 1938.
- Changing New York, Federal Art Gallery, NY, 1939.
- Liga de Arquitectura de Nueva York, NY, 1939.
- Changing New York, Lawrenceville School, Lawrence Township, NJ, 1939.
- Changing New York, Photo League Gallery, NY, 1939.
- Changing New York, New York State Employment Service, NY, 1939.
- Changing New York, Walton High School, NY, 1939.
- Photographs of New York by Berenice Abbott, The Cooper Union Library, NY, 1940.
- Berenice Abbott, The Museum of Modern Art, NY, 1970-1971.
- Berenice Abbott: The Red River Photographs, Hudson D. Walker Gallery, Provincetown, Massachusetts, 1979.
- Berenice Abbott, Photographer: A Modern Vision, The New York Public Library, NY, 1989-1990 (exposición que viajó luego al Metropolitan Museum of Photography [Tokio, Japón], Toledo Museum of Art [Ohio], Corcoran Gallery of Art [Washington D. C.] y Portland Museum of Art [ME], 1990-1992).
- Documenting New York: Photographs by Berenice Abbott, Dallas Museum of Art, Texas,1992.
- Berenice Abbott: Portraits, New York Views, and Science Photographs from the Permanent Collection, International Center of Photography, NY, 1996.
- Berenice Abbott’s Changing New York, National Museum of Women in the Arts, Washington D. C.,1935-1939, 1998-1999.
- Berenice Abbott: Science Photographs, The New York Public Library, NY, 1999-2000.
- Berenice Abbott: All About Abbott, Howard Greenberg Gallery, NY, 2006.
- Making Science Visible: The Photography of Berenice Abbott, The Fralin Museum of Art, Virginia, 2012.
- Berenice Abbott (1898-1991), Photographs, Jeu de Paume, París, Francia, 2012.[1][7]
- Berenice Abbott: Photography and Science: An Essential Unity, MIT Museum, Cambridge, Massachusetts, 2012.
- Berenice Abbott, Beetles & Huxley Gallery, Londres, Inglaterra, 2015.,
- Berenice Abbott – Photographs, Martin-Gropius-Bau, Berlín, Alemania, 2016.[5]
- Berenice Abbott – Topografías, en la sala Artegunea de Tabakalera de la Fundación Kutxa, San Sebastián, España, 2017.[10]
- Berenice Abbott. Retratos de la modernidad, comisariada por Estrella de Diego, en la Sala Recoletos de la Fundación Mapfre de Madrid, España, 2019.[11]

### Grupales
- Photographs of New York by New York Photographers, Julien Levy Gallery, NY, 1932.
- A History of Women Photographers, National Museum of Women in the Arts, Washington D. C.,1997.
- Defining Eye: Women Photographers of the 20th Century, National Museum of Women in the Arts, Washington D. C.,1999–2000.
- From the Collection: Portraits of Women by Women, National Museum of Women in the Arts, Washington D. C., 2006.
- A World of Its Own: Photographic Practices in the Studio, Museum of Modern Art, NY, 2014.
- Modern Photographs from the Thomas Walther Collection, 1909–1949, Museum of Modern Art, NY, 2014-2015.
- Revelations: Experiments in Photography, Science Museum, Londres, Inglaterra, 2015-2016.

## Colecciones
Las fotografías de Abbott forman parte de la colección permanente de las siguientes instituciones:
- Biblioteca Pública de Nueva York
- Museo de la Ciudad de Nueva York
- Museo Judío de Nueva York
- Museo Smithsoniano de Arte Americano
- Colección Philips, Washington D. C.
- Museo de Arte, Santa Fe, Nuevo México